# Rickenbach (Alemanha)
Rickenbach é um município da Alemanha, no distrito de Waldshut, na região administrativa de Freiburg , estado de Baden-Württemberg.